# Liste des centrales électriques au Mozambique
Cette page répertorie  les centrales électriques au Mozambique . 

## Contexte
Malgré une capacité installée de plus de 2 000 MW, la majorité de l'électricité du pays est exportée vers l'Afrique du Sud.
Près de 60%, de l'énergie du Mozambique provient de la centrale hydroélectrique de Cahora Bassa sur le fleuve Zambèze. Le gouvernement a identifié plus de 100 sites présentant un potentiel hydroélectrique de 15 000 MW.

## Capacité installée et production annuelle
En 2014, le Mozambique se classait 102e en termes de capacité installée avec 2 600 MW et 83e en termes de production annuelle avec 17 milliards de  kWh .
| Station hydroélectrique | Communauté | Coordonnées                  | Type      | Capacité | Année complétée | Nom du réservoir | rivière           |
| ----------------------- | ---------- | ---------------------------- | --------- | -------- | --------------- | ---------------- | ----------------- |
| Cahora Bassa            |            |                              | Réservoir | 2 075 MW | 1975            | Lac Cahora Bassa | Fleuve Zambèze    |
| Chicamba                |            |                              | Réservoir |          |                 |                  | Rivière Revue     |
| Massingir               |            | 23° 52′ 45″ S, 32° 08′ 40″ E | Réservoir | 25 MW    | 2007            | Lac Massingir    | Rio dos Elefantes |
| Cormoran .              |            |                              | Réservoir | 16       |                 | Sabie            | En fonction       |
| Mavuzi .                |            |                              | Réservoir | 52       |                 | Buzi             | En fonction       |

## Thermique
| Nom            | Puissance inst. (MW) | Société     | Statut       |
| -------------- | -------------------- | ----------- | ------------ |
| Ressano Garcia | 100ou 120.           | Gaz naturel | en opération |